# Элсиб
«Элсиб» — российское машиностроительное предприятие, завод расположен в Кировском районе г. Новосибирска.
Основано в 1953 году как Новосибирский турбогенераторный завод.
Входит в перечень системообразующих организаций России.
Полное наименование — Научно-производственное объединение «ЭЛСИБ» публичное акционерное общество.

## История

### Новосибирский турбогенераторный завод (НТГЗ)
27 февраля 1950 года вышел приказ Министерства электротехнической промышленности СССР № Е-104 о строительстве Новосибирского турбогенераторного завода для производства турбогенераторов и крупных электрических машин.
Завод образован в сентябре 1950 года. Со следующего года началось строительство промышленных объектов предприятия. В конце 1952 года был создан первый цех по выпуску нестандартизованного оборудования. С января 1953 года заводу было установлено плановое задание.
30 декабря 1953 года состоялся заводской митинг по поводу сдачи строителями в эксплуатацию трёх пролетов главного корпуса и выпуска первых двух электродвигателей[уточнить] АТМ-2000. Эту дату принято считать днём рождения Новосибирского турбогенераторного завода.
В 1955 году изготовлен первый турбогенератор для Барнаульской ТЭЦ мощностью 30 тыс. кВт. В 1956 году выпущен первый гидрогенератор для Иркутской ГЭС. В 1957 году завод вышел на внешний рынок, начав с поставок в Польшу и Румынию.
В августе 1957 года предприятию было присвоено имя XX съезда КПСС. В то же время на предприятии был внедрён новый способ неразъёмного соединения металла, предложенный Институтом электросварки им. Е. О. Патона АН СССР, электрошлаковая сварка, внёсший коренные изменения в технологию производства массивных крупногабаритных изделий. В 1958 году разработан технический проект первого в мире турбогенератора типа ТВМ, с системой водомасляного охлаждения и бумажно-масляной изоляцией. Турбогенератор ТВМ мощностью 60 МВт был установлен на Новосибирской ТЭЦ-2. В 1959 году заводом был освоен серийный выпуск асинхронных двигателей серии АТД, которые должны были заменить серию АТМ. К концу 1960-х годов НТГЗ стал одним из ведущих машиностроительных заводов страны. В то же время на базе конструкторского бюро завода был создан Научно-исследовательский электротехнический институт.

### Сибирский завод тяжёлого электромашиностроения («Сибэлектротяжмаш»)
В марте 1964 года на базе НТГЗ было образовано Новосибирское электромашиностроительное объединение им. XX съезда КПСС, подчинённое управлению электротехнической Западно-Сибирского совнархоза, в состав которого, помимо «НТГЗ», вошли заводы: тепловозного оборудования, «Электрофарфор», «Бытэлектроприбор».
В феврале 1966 года объединение было ликвидировано, а НТГЗ и завод тепловозного оборудования были объединены в Сибирский завод тяжелого электромашиностроения «Сибэлектротяжмаш» с подчинением Главному управлению по производству турбогенераторов, гидрогенераторов и крупных электрических машин «Главэлектротяжмаш».
В 1970-е годы завод осваивает выпуск асинхронных двигателей новой серии АТД-2, которая имела по сравнению с серией АТД улучшенные характеристики, кроме того начат выпуск вертикальных асинхронных электродвигателей АВК-1000-1500. В 1974 году завод освоил свой первый двигатель для циркуляционных насосов АЭС.
В январе 1975 года предприятие входит в состав союзного производственного объединения «Союзэлектротяжмаш» Министерства электротехнической промышленности СССР.
Специалисты НИИ и завода разработали и освоили технологический процесс термореактивной изоляции типа «Монолит-2», все электрические машины завод начал изготавливать именно с этого типа изоляции. В это же время шла интенсивная работа по формированию системы управления качеством. Было разработано более 50 стандартов по комплексной системе управления качеством продукции, что позволило освоить выпуск 34 изделий с Государственным Знаком качества СССР.

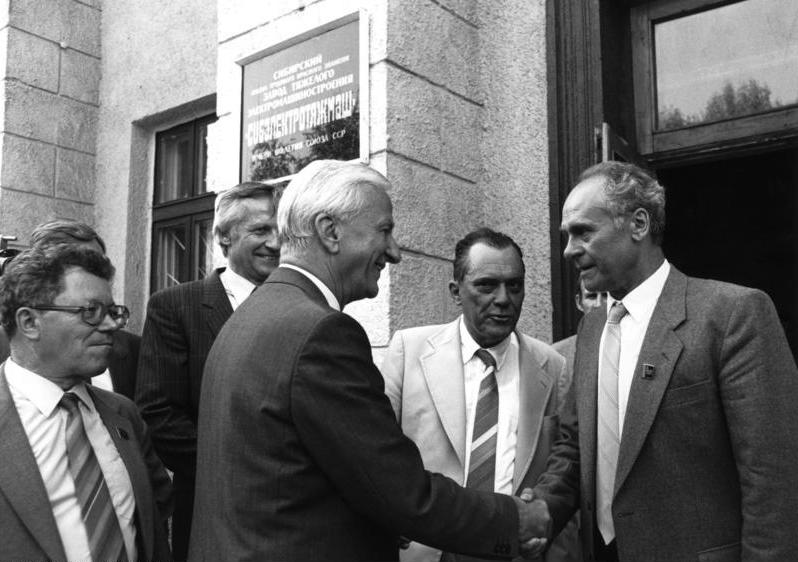
Президент ФРГ Рихард фон Вайцзеккер и руководитель завода Владимир Шалимов (справа) возле входа на предприятие, 1987 год.

В 1981 году по итогам «Всесоюзного соревнования за достижение лучших результатов в изобретательской, рационализаторской и патентно-лицензионной работе», коллектив завода и НИИ был признан победителем среди предприятий отрасли. В 1980-е годы было выпущены первые опытные образцы электродвигателей серий 4АЗМ-2500 и 4АЗМ-5000 и начат выпуск электромашинных преобразователей частоты серии ППЧВ и двигателей АДО-1250. В августе 1986 года образовано НПО «Сибэлектротяжмаш», в состав которого вошли завод и научно-исследовательский институт завода «Сибэлектротяжмаш». В 1989 году предприятие получило свидетельство на право осуществления экспортно-импортных операций.

### 1990-е годы
В июле 1990 года предприятие преобразовано в арендное Научно-производственное предприятие «Элсиб» Министерства электротехнической промышленности СССР.
В 1991 году подчинено Департаменту электротехники Министерства промышленности РФ.
С распадом СССР и последовавшим дальнейшим кризисом, предприятие оказалось в сложных условиях — нарушились межведомственные связи, произошёл спад производства. В 1992 году предприятие преобразовано в открытое акционерное общество. В это же время изготовлен головной образец гидрогенератора (разработка НИИ завода) для модернизации Новосибирской ГЭС. Разработан первый асинхронный двигатель новой серии АДО-3150-6000. В 1993 году ОАО «Элсиб» удостоено международного приза «За коммерческий престиж». В 1997 году получен сертификат соответствия действующей на предприятии системы качества требованиям международного стандарта ИСО 9001-94.

### 2000-е годы
В 2001 году ОАО «Элсиб» путём присоединения НИИ «Элсиб» было преобразовано в НПО «Элсиб» ОАО. В том же году на «Элсибе» открылся участок лазерной обработки материалов с использованием комплекса типа АТЛК. В период с 1991 года по 2006 год предприятием были выпущены 7 гидрогенераторов и 2 системы тиристорного возбуждения и поставлены на Новосибирскую ГЭС.
В конце 2007 года предприятием выпущен и поставлен на Рефтинскую ГРЭС турбогенератор ТВМ-500 мощностью 500 МВт.
В 2007—2008 годах предприятием проведён комплекс работ по замене электродвигателей на участке нефтепровода «Дружба» ЛДПС «Лопатино». В рамках работ заменены, выпущенные предприятием, отработавшие свой 20-летний срок электродвигатели серии АДТ (4АРМП-4000/6.0) на более современные электродвигатели типа 5АЗМВ 5000/6.0. В феврале 2008 года «Элсиб» объявил о победе в тендере на выпуск генератора паровой турбины мощностью 140 МВт для Олимпиады-2014.

### 2010-е годы
С 2010 года предприятие начинает осваивать отрасль малой энергетики. Для малой ГЭС, расположенной на реке Чибитка в Республике Алтай, НПО «Элсиб» выпустит генератор мощностью 6 МВт уже в конце 2010 года. Предприятие участвует в контракте на изготовление генератора для паровой турбины ТФ-160 нового блока Краснодарской ТЭЦ, который планируется пустить в 2011 году.
В первых числах июня 2010 года состоялся визит представителей предприятия на харьковский завод «Турбоатом», в ходе которого представители договорились о совместной поставке оборудования на строящийся третий блок Экибастузской ГРЭС-2 мощностью 560 МВт. «Элсиб» согласно договорённости должен поставить турбогенератор.
В августе 2010 года в Киргизии на Камбаратинской ГЭС-2 состоялся пуск первого гидроагрегата мощностью 120 МВт, выпущенного предприятием. (недоступная ссылка)
В 2010 году в цехах завода были осуществлены мероприятия по демонтажу старых и установке новых энергосберегающих систем освещения, рассчитанных на 20 лет работы.
В ходе реализации инвестиционной программы, начиная с 2007 года, были приобретены обрабатывающие центры с ЧПУ моделей VM711, VM900, KCV 800 — крупный обрабатывающий центр с функциями: токарно-карусельной обработки с диаметром обрабатываемой детали 4000 мм, сверлильной и расточной операции модели VTC40-50 и расточной станок модели HFB-180, ленточнопильное и газо-плазморежущее оборудование. В Бишкеке министр энергетики Кыргызской Республики Аскарбек Шадиев и генеральный директор НПО «ЭЛСИБ» Корней Гиберт подписали меморандум о взаимодействии в области энергетики.

## Деятельность

### Направления деятельности
Специализируется на проектировании и выпуске:
- Асинхронных электродвигателей
- Гидрогенераторов
- Турбогенераторов — мощностью от 16 до 500 МВт[22]
- Турбогенераторов для газовых турбин производства НПО «Сатурн»[22]
- Преобразователей частоты

Помимо выпуска оборудования, «Элсиб» осуществляет комплекс работ по пусконаладочным работам и обслуживанию систем возбуждения турбо- и гидрогенераторов, систем водородного охлаждения, систем управления электромашинными преобразователями частоты.
За свою историю предприятием изготовлены: 800 турбогенераторов общей мощностью 66 млн кВт, из них 580 турбогенераторов общей мощностью 50 млн кВт работают на 181 станции РФ.
В 2012 году на предприятии должны начать выпуск многогранных опор ЛЭП. Инвестиции в перспективное производство превысят 1 миллиард рублей. Ожидается, что вложения окупятся в течение пяти лет.

### Показатели деятельности
- В 2005 году предприятие выпустило продукции на 500 млн руб., а в следующем, 2006 году — на 840 млн руб[25].
- За 9 месяцев 2006 года выручка предприятия составила 176,6 млн рублей, чистая прибыль — 9 млн рублей[26]. В 2006 году выручка предприятия составила 1 млрд руб[27].
- В 2007 году по решению губернатора Виктора Толоконского, предприятие получило государственную помощь на развитие в размере 46 млн руб[28]. Общий уровень всех доходов предприятия в этом году — 1063 млн рублей[7].
- Годовой оборот НПО «Элсиб» составляет 70,5 млн евро. Чистая прибыль составила: в 2008 году — 42,2 млн руб., в 2009 году — 93 млн руб., в 2010 году чистая прибыль ожидается на уровне 174,9 млн руб. Затраты на 1 рубль выпущенной продукции составляют 0,85 копеек. Объём собственных инвестиций в НИОКР составил 475 млн руб. При этом доля новой продукции в товарном выпуске — около 40 %[29].
- Капитализация на фондовой бирже РТС составляет 21 млн долл. Выручка по итогам первого полугодия 2010 года — 931 млн руб., чистая прибыль — 53 млн руб. Порядка 30 % выручки предприятия приходится на экспортные контракты, в основном, со странами СНГ[30].
- За первое полугодие 2012 года выручка Элсиба составила 1,233 млрд рублей, а чистая прибыль — 45 млн рублей[31].
- В 2013 году выручка 4,014 млрд рублей (прибыль 76,6 млн рублей), в 2014 году выручка 2,444 млрд рублей (прибыль 6 млн рублей)[32], в 2015 году выручка 1,7 млрд рублей (прибыль 1,8 млн рублей), в 2016 году выручка 2,3 млрд рублей (прибыль 2,3 млн рублей)[33], в 2017 году выручка 2,3 млрд рублей (прибыль 2,5 млн рублей)[34].

### Экспорт
- В советскую эпоху предприятие осуществляло поставки продукции как внутри страны, так и на экспорт[35]. Турбо- и гидрогенераторы, выпущенные предприятием за свою историю, оснащены более чем 700 электростанций в мире[28], а почти 60 тысяч крупных электрических машин работают во многих отраслях промышленности 50 стран мира[28].
- В период с 1962 по 1992 годы на электростанции Туркменистана, заводом были поставлены 10 турбогенераторов общей мощностью 740 МВт[36].
- В 1970-х годах предприятие поставляло генераторы в Казахстан, на каскад Капчагайской ГЭС, а также на промышленные предприятия Усть-Каменогорска и Семипалатинска[37].
- Из установленных 3,7 ГВт мощностей энергосистемы Киргизии, 80 % электроэнергии вырабатывают машины, произведённые на предприятии. Генераторы Токтогульской, Курпсайской, Таш-Кумырской, Шамалдысайской гидроэлектростанций произведены на НПО «Элсиб»[38]. Первый турбогенератор ТВ-62 был поставлен в 1963 году на Фрунзенскую ТЭЦ, а в 1973 году на Токтогульскую ГЭС был поставлен первый гидрогенератор[18][19].
- В настоящее время основными экспортными рынками для предприятия являются: СНГ, КНР[39], Индия, Ближний Восток[40].

### Сотрудничество
Стратегическим партнёром предприятия является ярославский производитель газовых турбин, НПО «Сатурн». В рамках Программы по замене оборудования нефтеперекачивающих станций на нефтепроводе «Дружба», налажено сотрудничество предприятия с ОАО «Магистральные нефтепроводы „Дружба“», дочерней компанией АК «Транснефть». Кроме того, предприятие является одной из подрядных организаций компании РусГидро и ведёт проекты по её филиалам: Саратовская ГЭС, Ирганайская ГЭС и Камская ГЭС.

## Собственники и руководство
В советскую эпоху предприятие относилось к структуре Министерства электротехнической промышленности СССР.
По данным на 7 июля 2004 года основными акционерами предприятия являлись:
- АО «Сибирский центр международной торговли» и ООО «Сибирская магистраль», аффилированные с Ланта-банком — всего 38 % акций[44].
- ПКГ РАТМ, владеющая более чем 30 % акций завода[44].
- Кипрский офшор Firinlo Investments Ltd (8,16 %) и Чу Чин Нгоку (12,2 %). Пакетами управлял по доверенности Николай Канискин[44].

В январе 2007 года ОАО «Новосибирскэнерго» увеличило свою долю с 1,69 % до 9,85 %, а в феврале появилась информация, что доля энергетической компании в уставном капитале была увеличена — с 9,85 % до 78 % акций. Из них 38 % было выкуплено у генерального директора Н. Канискина и его сына. Ещё 30 %, бывшая до 2006 года доля группы РАТМ, было выкуплено у ИК «Алемар». Оставшимися акциями владеют порядка 800 человек. «Новосибирскэнерго» имеет цель довести долю до 90 % путём выкупа акций у физических лиц.
В начале 2019 года «Сибирская генерирующая компания» (СГК) купила 70% акций компании, доведя принадлежащий ей пакет до 95% уставного капитала.
- С 30 июня 2010 года председателем совета директоров является Степанов, Николай Владимирович, а генеральным директором — Гиберт, Корней Корнеевич.
- 17 ноября 2011 года генеральным директором был назначен Безмельницын, Дмитрий Аркадьевич.
- С 27 июня 2012 года председателем совета директоров является Негомедзянов, Александр Александрович.

## Конфликты
Попытки захвата:

Предприятие не раз становилось предметом разного рода споров и конфликтов. В период с конца 2003 года и до начала 2006 года произошёл ряд крупных конфликтов между акционерами, в частности с группой РАТМ, имевшей 30 % акций и пытавшейся получить контроль над предприятием, в том числе с попыткой силового захвата предприятия представителями последней. Кроме того, в течение года в разные инстанции были поданы несколько судебных исков.

### Годовые собрания акционеров
5 февраля 2004 года совет директоров предприятия принимает решение провести 22 мая годовое общее собрание акционеров, в повестку которого были включены вопросы о избрании новых членов совета. В соответствии с уставом НПО «Элсиб» вопросы, связанные с назначением и снятием генерального директора предприятия, находятся в компетенции совета.
Одним из акционеров, Корольковым С. В., представляющим интересы РАТМ, был подан иск в Верхнехавский районный суд Воронежской области, который 18 мая 2004 года дал определение об обеспечительных мерах в виде запрета учёта голосов ЗАО «Сибирский центр международной торговли» и ООО «Сибирская магистраль» на общих годовых собраниях акционеров, в результате данного судебного запрета при подсчёте голосов на собрании акционеров не были учтены эти 38 % голосов и группа акционеров, представляющая РАТМ, поспешила заявить о избрании нового состава совета директоров. Однако, в дело вмешался Арбитражный суд Новосибирской области, запретивший составлять и оглашать протокол общего собрания до разрешения всех вопросов, связанных с подсчётом голосов акционеров.
Через 4 дня, 26 мая, Корольков С. В. отозвал иск, а спустя почти месяц, 25 июня, тот же Верхнехавский суд, с учётом прежних обстоятельств, вынес определение о необходимости учёта голосов этих акционеров, на основании этого решения, 9 июля комиссией был произведён пересчёт голосов, составлен и подписан протокол общего собрания. Первое собрание новоизбранного совета было назначено на 24 июля 2004 года. В этом составе находилось только два представителя группы РАТМ.
23 апреля 2005 года на очередном годовом собрании акционерами был вновь переизбран совет директоров, в котором группа РАТМ вновь получила два места из семи. Однако, за три дня до этого, на предприятии прошло внеочередное собрание совета, который принял решение о дополнительной эмиссии в 25 % уставного капитала или 340 тыс. акций номиналом 80 руб. с преимущественным правом выкупа для акционеров. Общий объём размещения составил 81 млн руб.
По словам заместителя генерального директора, целью эмиссии явилась: «необходимость привлечь инвестиции для модернизации производства». По словам представителя РАТМ: «Непонятно, для чего проводится эта эмиссия и почему этот вопрос решался в спешке между 20 и 23 апреля. Если менеджмент предприятия хочет таким образом привлечь инвестиции, то нужно знать зачем. Может быть, мы с этим ещё и согласимся». Однако, представители группы не испугались размытия своей доли.

### «Смена» руководства
Самопровозглашенный «совет директоров» 27 мая 2004 года снял генерального директора Канискина Н. А. и назначил нового — Коврижных В. М., от имени которого во все инстанции были направлены письма о смене руководства предприятия. А в ночь со 2 июля на 3 июля было совершено нападение на охрану предприятия, в результате которого заводу был причинён крупный ущерб, а Коврижных В. М. вместе с охраной проник на территорию завода. Однако, через неделю под давлением коллектива предприятия вынужден был покинуть завод. По факту данного нападения в тот же день было возбуждено уголовное дело по ст. 213 ч. 2 УК РФ «Хулиганство».
8 июля Коврижных В. М. попытался расторгнуть договор с реестродержателем предприятия новосибирской компанией ЗАО «Реестр А-Плюс», также выполняющей функции счетной комиссии на общих собраниях акционеров предприятия. Однако, ЗАО «Реестр А-Плюс» отказалось выполнять данные требования. В августе 2004 года всё-таки произошла смена реестродержателя: вместо новосибирской компании, реестродержателем предприятия стал питерский филиал архангельской компании. Номинальными держателями контрольного пакета являлись на тот момент 6 физических лиц.
Кроме того, был изготовлен дубликат печати предприятия, а в газету «Вечерний Новосибирск» от 15 июля 2004 от имени Коврижных В. М. была помещена информация об утрате всех печатей, кроме данного дубликата. Также в СМИ была размещена информация о том, что 14 июля 2004 года состоялось повторное внеочередное общее собрание акционеров предприятия, на котором полномочия избранного совета досрочно прекращены и избрано новое руководство предприятия.

### Иски в арбитражные суды
29 июня Арбитраж Тамбовской области по иску компании ООО «Пангея» арестовал акции компаний ЗАО «Топливно-энергетическая компания» и ООО «ПромСтройЛизинг», подконтрольных группе «РАТМ» и запретил при составлении протокола на собраниях акционеров учитывать эти голоса. По заявлению истца, структуры «РАТМ» реализовали свой пакет акций НПО «Элсиб» в марте 2004 года, однако факт продажи оказался ложным и 22 июля Тамбовский суд отменил свои определения.
12 июля 2004 года в Арбитражный суд Тюменской области от ЗАО «Тюменская строительно-финансовая компания» был подан иск к ОАО НПО «Элсиб» с ходатайством запретить генеральному директору (по версии РАТМ) В. Коврижных совершать действия по осуществлению полномочий генерального директора НПО «Элсиб». Однако, данное ходатайство было рассмотрено уже на следующий день и сразу же было отклонено.

## Награды
- Указом Президиума Верховного Совета СССР от 2 сентября 1966 года завод «Сибэлектротяжмаш» был награждён орденом Трудового Красного Знамени.
- В 1976 году «Сибэлектротяжмаш» отмечен памятным знаком ЦК КПСС, Совета Министров СССР, ВЦСПС и ЦК ВЛКСМ «За трудовую доблесть в девятой пятилетке» с занесением на Всесоюзную Доску почёта ВДНХ СССР.
- Предприятие представляло экспонаты на ВДНХ, а также на международных: Лейпцигской ярмарке, в Пловдиве, Милане[43].
- В 1995 году директору АО НИИ «Сибэлектротяжмаш» было присвоено звание Заслуженный машиностроитель Российской Федерации[51].
- В 2009 году, в рамках Национальной премии «Золотой Меркурий», НПО «Элсиб» стало Лауреатом III степени в номинации «Лучшее предприятие-экспортер» в области промышленного производства[52].